# Peter Nieuwenhuis
Peter Marinus Nieuwenhuis  (Amsterdam, 3 april 1951) is een Nederlands voormalig baanwielrenner.
Hij werd in 1970 en 1973 derde op de Nederlandse kampioenschappen baanwielrennen voor elite op de 1 kilometer. In 1973 werd hij tevens derde op het wereldkampioenschap ploegenachtervolging, samen met Gerrie Fens, Herman Ponsteen en Roy Schuiten. Een jaar later, in 1974, werd hij tweede op de Nederlandse kampioenschappen achtervolging voor amateurs. In 1976 behaalde hij in dezelfde wedstrijd de derde plaats. Hij zou uiteindelijk geen enkele koers winnen.
Peter Nieuwenhuis deed namens Nederland mee aan de Olympische Spelen van 1976 in Montreal, op de ploegenachtervolging, samen met Herman Ponsteen, Gerrit Slot en Gerrit Möhlmann. Ze werden in de kwartfinale uitgeschakeld, wat resulteerde in een gedeelde vijfde plaats, met Tsjechoslowakije, Italië en Polen.
Hij was getrouwd met Minie Brinkhoff. Samen met haar had hij een zoon, Rink Nieuwenhuis.

## Grote rondes
Geen